# Athletissima 2009
Athletissima 2009 è stata l'edizione 2009 del meeting di atletica leggera Athletissima e si è svolta dalle ore 18:20 alle 22:00 UTC+2 del 7 luglio 2009, allo Stade Olympique de la Pontaise di Losanna, in Svizzera. Il meeting è stato anche la seconda tappa del Super Grand Prix e la quattordicesima dello IAAF World Athletics Tour 2009.

## Programma
Il meeting ha visto lo svolgimento di 18 specialità, 10 maschili e 8 femminili. Oltre a queste, erano inserite in programma serie ulteriori di alcune specialità, gare giovanili e per disabili.
| #  | Orario | Specialità       |
| -- | ------ | ---------------- |
| 1  | 19:20  | Salto con l'asta |
| 2  | 20:10  | 800 m            |
| 3  | 20:10  | Salto in alto    |
| 4  | 20:25  | Salto in lungo   |
| 5  | 20:35  | 110 m hs         |
| 6  | 20:45  | 100 m            |
| 7  | 20:55  | 3000 m           |
| 8  | 21:15  | 200 m            |
| 9  | 21:35  | 1500 m           |
| 10 | 21:45  | 400 m hs         |

| # | Orario | Specialità             |
| - | ------ | ---------------------- |
| 1 | 18:20  | Lancio del giavellotto |
| 2 | 18:30  | Salto triplo           |
| 3 | 20:00  | 400 m hs               |
| 4 | 20:20  | 100 m                  |
| 5 | 20:25  | 1500 m                 |
| 6 | 21:05  | 100 m hs               |
| 7 | 21:25  | 800 m                  |
| 8 | 21:55  | 200 m                  |

In ogni competizione i primi otto classificati hanno ricevuto un premio di 8.000, 6.000, 4.500, 3.000, 2.000, 1.000, 800 e 600 dollari; per i concorrenti del salto con l'asta e del salto in alto erano previsti bonus per risultati di particolare rilievo.

## Risultati
Di seguito i primi tre classificati di ogni specialità.

### Uomini
| Specialità       | 1º classificato     | Prestazione | 2º classificato    | Prestazione | 3º classificato         | Prestazione |
| 100 m            | Asafa Powell        | 10.07       | Churandy Martina   | 10.16       | Mario Forsythe          | 10.27       |
| 200 m            | Usain Bolt          | 19.59       | LaShawn Merritt    | 20.41       | Paul Hession            | 20.50       |
| 800 m            | Ismail Ahmed Ismail | 1'44.80     | Mbulaeni Mulaudzi  | 1'44.97     | Marcin Lewandowski      | 1'45.27     |
| 1500 m           | Antar Zerguelaïne   | 3'37.15     | Johan Cronje       | 3'37.50     | Belal Mansoor Ali       | 3'37.75     |
| 3000 m           | Deresse Mekonnen    | 7'37.62     | Eliud Kipchoge     | 7'37.95     | Thomas Pkemei Longosiwa | 7'39.81     |
| 110 m hs         | Dayron Robles       | 13.18       | Dexter Faulk       | 13.21       | Aries Merritt           | 13.52       |
| 400 m hs         | Isa Phillips        | 48.18       | Kerron Clement     | 48.51       | L.J. van Zyl            | 48.94       |
| Salto in alto    | Jaroslav Bába       | 2.26 m      | Alessandro Talotti | 2.23 m      | Ivan Ukhov              | 2.23 m      |
| Salto con l'asta | Steven Hooker       | 5.75 m      | Renaud Lavillenie  | 5.70 m      | Damiel Dossévi          | 5.70 m      |
| Salto in lungo   | Godfrey Mokoena     | 8.05 m      | Dwight Phillips    | 8.03 m      | Fabrice Lapierre        | 8.00 m      |

### Donne
| Specialità             | 1º classificata   | Prestazione | 2º classificata        | Prestazione | 3º classificata          | Prestazione |
| 100 m                  | Shelly-Ann Fraser | 11.03       | Carmelita Jeter        | 11.06       | Debbie Ferguson-McKenzie | 11.12       |
| 200 m                  | Kerron Stewart    | 22.73       | Shericka Williams      | 22.99       | Bianca Knight            | 23.10       |
| 800 m                  | Oksana Zbrozhek   | 2'01.24     | Hazel Clark            | 2'02.31     | Mayte Martínez           | 2'02.58     |
| 1500 m                 | Gelete Burka      | 4'00.67     | Maryam Yusuf Jamal     | 4'01.99     | Christin Wurth-Thomas    | 4'05.09     |
| 100 m hs               | Sally McLellan    | 12.60       | Brigitte Foster-Hylton | 12.64       | Priscilla Lopes-Schliep  | 12.64       |
| 400 m hs               | Tiffany Williams  | 54.73       | Zuzana Hejnová         | 54.94       | Anna Jesień              | 55.01       |
| Salto triplo           | Yargelis Savigne  | 14.91 m     | Anna Pyatykh           | 14.43 m     | Tatyana Lebedeva         | 14.40 m     |
| Lancio del giavellotto | Steffi Nerius     | 65.37 m     | Barbora Špotáková      | 64.38 m     | Christina Obergföll      | 62.31 m     |